# Bridget Sloan
Bridget Elizabeth Sloan (Cincinnati, Ohio, 23 de junio de 1992) es una gimnasta artística estadounidense campeona del mundo en 2009 en la general individual, y subcampeona olímpica en 2008 en el concurso por equipos.

## Carrera
Bridget Sloan nació el 23 de junio de 1992 en Cincinnati, Ohio y empezó a practicar gimnasia en 1996.

## Carrera como sénior
En su primer año como sénior, 2007, Sloan quedó en quinto lugar en las competencias generales y en 2.º lugar en las competencia de suelo en el Campeonato Nacional de Gimnasia de Estados Unidos. Ella sirvió como una atleta alternativa para el equipo estadounidense en el Campeonato Mundial de 2007. En diciembre de 2007 Sloan representó a los Estados Unidos y ganó una medalla de bronce en las pruebas de los Juegos Olímpicos de Pekín 2008 en la prueba de suelo.
En marzo de 2008, Sloan se rompió un menisco durante las pruebas de calentamiento en Italia. Debido a eso se le prohibió participar y regresó a casa para una cirugía y rehabilitación, pero se recuperó a tiempo para las pruebas olímpicas nacionales, donde sólo compitió en las pruebas de barras de equilibrio. Sloan fue nombrada para participar en los Juegos Olímpicos en julio de 2008 en Houston Texas.

### Juegos Olímpicos
En los Juegos Olímpicos, Sloan compitió en los juegos en las competencias de las rondas finales y para calificar. Sus contribuciones al equipo se volvieron críticas en las rondas de calificaciones cuando se dijo que sólo cuatro estadounidenses en tres eventos podían participar, y contaron las cuatro puntuaciones más altas debido a las lesiones de Chellsie Memmel y Samantha Peszek. Sloan cometió pequeños errores en las barras de equilibrio a pesar de la presión.
Sus puntos en las competencias generales lograron posicionarla en el undécimo lugar entre todas las competidoras de gimnasia. En el equipo de las finales, Sloan compitió en salto de potro, obteniendo un 15.200 de puntuación y ganó una medalla de plata para el equipo estadounidense.(Durante 2 años no pudo competir debido a las lesiones pasadas en el pie)

## Historia competitiva

### Carrera histórica
| Año  | Descripción de competencia | Ubicación      | Equipo              | Ranking final | Puntuación final | Ranking de calificaciones | Puntos de calificaciones |
| ---- | -------------------------- | -------------- | ------------------- | ------------- | ---------------- | ------------------------- | ------------------------ |
| 2008 | Juegos Olímpicos           | Pekí, China    | Equipo              | 2             | 186.525          | 2                         | 246.800                  |
| 2008 | Pruebas Olímpicas          | Filadelfia, PA | Barras asimétricas  | 8             | 30.100           |                           |                          |
| 2008 | Pruebas Olímpicas          | Filadelfia, PA | Barra de equilibrio | 12            | 29.100           |                           |                          |
| 2008 | Pruebas Olímpicas          | Filadelfia, PA | Ejercicios de suelo | 14            | 28.850           |                           |                          |
| 2008 | Campeonato nacional        | Boston, MA     | Barras asimétricas  | 3             | 31.700           |                           |                          |
| 2008 | Campeonato nacional        | Boston, MA     | Barra de equilibrio | 7             | 30.600           |                           |                          |

| Año  | Descripción de competencia | Ubicación        | Equipo              | Ranking final | Puntuación final | Ranking de calificaciones | Puntos de calificaciones |
| ---- | -------------------------- | ---------------- | ------------------- | ------------- | ---------------- | ------------------------- | ------------------------ |
| 2007 | Campeonatos nacionales     | San José, CA     | Ejercicio de suelo  | 2             |                  |                           |                          |
| 2007 | Campeonatos nacionales     | San José, CA     | General             | 5             |                  |                           |                          |
| 2007 | Campeonatos nacionales     | San José, CA     | Barras asimétricas  | 5             |                  |                           |                          |
| 2007 | Campeonatos nacionales     | San José, CA     | Barra de equilibrio | 10            |                  |                           |                          |
| 2007 | U.S. Classic               | Battle Creek, MI | General             | 1             |                  |                           |                          |
| 2007 | U.S. Classic               | Battle Creek, MI | Barras asimétricas  | 2             |                  |                           |                          |
| 2007 | U.S. Classic               | Battle Creek, MI | Salto de potro      | 3             |                  |                           |                          |
| 2007 | U.S. Classic               | Battle Creek, MI | Barra de equilibrio | 3             |                  |                           |                          |
| 2007 | U.S. Classic               | Battle Creek, MI | Ejercicios de suelo | 3 (T)         |                  |                           |                          |